# Лас-Навас-дель-Маркес
Лас-Навас-дель-Маркес (ісп. Las Navas del Marqués) — муніципалітет в Іспанії, у складі автономної спільноти Кастилія-і-Леон, у провінції Авіла. Населення — 5770 осіб (2010).
Муніципалітет розташований на відстані близько 55 км на захід від Мадрида, 31 км на схід від Авіли.
На території муніципалітету розташовані такі населені пункти: (дані про населення за 2010 рік)
- Сьюдад-Дукаль: 39 осіб
- Ла-Естасьйон: 84 особи
- Лас-Навас-дель-Маркес: 5647 осіб

## Демографія
Динаміка населення (INE ):